# Tablica topljivosti soli
Tablica topljivosti soli prikazuje koliko su određeni spojevi topljivi u vodi na sobnoj temperaturi pri normalnom tlaku.
|       | NH4+ | Na+ | K+ | Mg2+ | Ca2+ | Ba2+ | Ag+      | Pb2+     | Cu2+          | Ni2+       | Zn2+ | Fe2+       | Fe3+       | Al3+ |
| ----- | ---- | --- | -- | ---- | ---- | ---- | -------- | -------- | ------------- | ---------- | ---- | ---------- | ---------- | ---- |
| OH-   | O    | O   | O  | Y    | Y    | O    | X (crna) | X        | X (plava)     | X (zelena) | X    | X (siva)   | X (siva)   | X    |
| Cl-   | O    | O   | O  | O    | O    | O    | X        | X        | O (t. zelena) | O (zelena) | O    | O (zelena) | O (žuta)   | O    |
| Br-   | O    | O   | O  | O    | O    | O    | X        | Y        | O (crvena)    | O (zelena) | O    | O (zelena) | O (crvena) | O    |
| I-    | O    | O   | O  | O    | O    | O    | X        | X (žuta) | -             | O (zelena) | O    | O (zelena) | -          | O    |
| S2-   | O    | O   | O  | Y    | Y    | O    | X (crna) | X (siva) | X (crna)      | X (crna)   | X    | X (crna)   | X (crna)   | X    |
| SO42- | O    | O   | O  | O    | Y    | X    | Y        | X        | O (plava)     | O (zelena) | O    | O (zelena) | O          | O    |
| NO3-  | O    | O   | O  | O    | O    | O    | O        | O        | O (plava)     | O (zelena) | O    | O (zelena) | O          | O    |
| CO32- | O    | O   | O  | X    | X    | X    | X        | X        | X (plava)     | X (zelena) | X    | X          | X (siva)   | X    |
| PO43- | O    | O   | O  | X    | X    | X    | X (žuta) | X        | X (plava)     | X (zelena) | X    | X          | X (žuta)   | X    |

Legenda :
| O | Soli dobro topljive u vodi            |
| Y | Soli slabo topljive u vodi            |
| X | Soli praktično netopljive u vodi      |
| - | U otopini se zbivaju složene reakcije |

Za soli dobro topljive u vodi boja odgovara boji njihovih vodenih otopina, a za netopljive soli boji taloga.